# Il re leone (videogioco)
Il re leone (The Lion King) è un videogioco action/platform del 1994 basato sull'omonimo lungometraggio Disney, pubblicato dalla Virgin Interactive Entertainment sulle piattaforme SNES, NES, Game Boy, MS-DOS, Sega Mega Drive/Genesis, Amiga, Master System e Game Gear. Tre di esse, ovvero la NES, Amiga e Master System, non sono però mai state commercializzate in Nord America.
Il titolo segue le avventure di Simba in diverse fasi della sua vita, dall'infanzia all'età adulta sino allo scontro finale con suo zio, il crudele Scar. Gli sprite e le animazioni sono curate dalla Walt Disney Feature Animation, sussidiaria in Florida dello studio madre.

## Modalità di gioco

Screenshot della versione SNES.

Ne Il re leone, il giocatore controlla per l'appunto Simba attraverso livelli che ricalcano gli eventi della trama originale, vedendolo affrontare ostacoli ed animali della giungla (in special modo le iene) allo scopo di raggiungere la fine. Il numero dei livelli varia a seconda della versione sulla quale si sta giocando e due di essi sono adattamenti di scene che furono scartate durante la lavorazione del film. La difficoltà tra facile, medio e difficile la si sceglie dalle opzioni nel menù iniziale.
Le abilità combattive di Simba differiscono proprio in base alle sopracitate fasi della sua vita. Come da cucciolo attacca i nemici semplicemente saltando loro sopra, oppure li stordisce prima di cotale mossa mediante rotolamento (usato anche per scovare le aree nascoste di un livello). Diventato adulto li può sconfiggere picchiandoli, graffiandoli o tramite una rovesciata. In entrambe le fasi un nemico è stordibile pure col suo ruggito, che, istantanemente perde d'efficacia sia mentre lo si sfodera sia quando il protagonista stesso viene ferito, e quindi bisogna aspettare che l'apposita barra sia del tutto carica per poter essere di nuovo effettuato.
Nel corso dei livelli vi si colgono oggetti utili sparsi, specie degli insetti. I più comuni sono gli scarafaggi che ripristinano la salute di Simba, però quattro tra cui il ragno hanno l'effetto collaterale di dimezzarla. A tal proposito, se la sua energia dovesse consumarsi una vita supplementare viene persa e si riparte dall'ultimo checkpoint, rappresentato dal disegno di Rafiki. Esaurite tutte le vite il gioco è finito, a meno che il giocatore non abbia preso dei continua (sotto forma del Cerchio della Vita) per riprendere da dove aveva interrotto.
Infine, nell'avventura sono presenti due minigiochi giocabili controllando Timon e Pumbaa. Il primo con Pumbaa consiste nel fargli mangiare insetti serviti ininterrottamente da Timon, muovendolo da sinistra a destra e viceversa; se anche uno solo venisse mancato la prova termina (in questo caso può eseguire un rutto ma un'unica volta). L'altro vede il solo Timon lungo un diverso schema divorare quanti più insetti disseminati, entro i 40 secondi di tempo a sua disposizione; per ogni dieci viene ricevuta una vita supplementare o un continua. In ambedue mangiando uno dei quattro nocivi ne provoca la fine diretta.

## Emulazioni
In tempi recenti, le emulazioni de Il re leone nelle versioni SNES, Mega Drive e Game Boy/Super Game Boy sono incluse, insieme a quelle Mega Drive e le portatili Nintendo di Aladdin, in una raccolta chiamata Disney Classic Games: Aladdin and The Lion King, uscita il 29 ottobre 2019 su Nintendo Switch, PlayStation 4, Xbox One e PC.
Due anni dopo (il 23 novembre 2021), la stessa raccolta venne aggiornata col nuovo nome Disney Classic Games Collection: Aladdin, The Lion King, and The Jungle Book, che vede l'aggiunta delle medesime versioni de Il libro della giungla e della versione SNES di Aladdin.

## Accoglienza

### Vendite
Grazie anche ad un'intensa campagna pubblicitaria, Il re leone vendette negli Stati Uniti 1 270 000 copie solo riguardante la versione SNES, più delle 200 000 di quella per MS-DOS. Come dal 2002 venne stimato che, nel complessivo, oltre 4 500 000 copie del titolo furono vendute nel mondo.

## Eredità
Nel 2000 esce sia su PlayStation che su Game Boy Color Il re leone: La grande avventura di Simba, ove la storia del primo capitolo è unita a quella del sequel Il re leone II - Il regno di Simba.